# Sociedade Esportiva Picos
La Sociedade Esportiva Picos és un club de futbol brasiler de la ciutat de Picos a l'estat de Piauí.

## Història
El club va ser fundat el 8 de febrer de 1976. Picos guanyà el campionat piauiense quatre cops durant la dècada de 1990, els anys 1991, 1994, 1997 i 1998.

## Estadi
La Sociedade Esportiva Picos disputa els seus partits com a local a l'Estadi Helvídio Nunes. Té una capacitat per a 5.400 espectadors.

## Palmarès
- Campionat piauiense:
  - 1991, 1994, 1997, 1998

## Futbolistes destacats
- Leonardo